# Decaspermum struckoilicum
Decaspermum struckoilicum är en myrtenväxtart som beskrevs av Neil Snow och Gordon P. Guymer. Decaspermum struckoilicum ingår i släktet Decaspermum och familjen myrtenväxter. Inga underarter finns listade i Catalogue of Life.